# Animal Crossing: New Leaf
Az Animal Crossing: New Leaf (とびだせ どうぶつの森; Hepburn: Tobidase Dōbutsu no Mori, ’Állatok erdeje: Ugorj ki!’) közösségszimulációs videójáték, az Animal Crossing sorozat negyedik főjátéka, melyet a Nintendo EAD fejlesztett és a Nintendo jelentetett meg Nintendo 3DS kézikonzolra. A New Leafben a játékos szereplője egy antropomorf állatok lakta falucska polgármesteri pozícióját ölti magára. A játék először 2012 novemberében jelent meg Japánban, melyet 2013 júniusában követett az észak-amerikai, az európai és az ausztrál megjelenés. A játék pozitív kritikai és kereskedelmi fogadtatásban részesült.

## Játékmenet

A játékos szereplője, illetve segéde, Isabelle

A játékosok egy falusi szerepét öltik magukra, aki épp új településre költözik. Megérkezésekor azonban a játékos a polgármesteri pozíciót kapja meg, ahelyett, hogy egyszerű lakos lenne. A játék középpontjában a sorozat korábbi tagjaihoz hasonlóan a játékos áll, amint bejárja a faluját, beszélget annak lakosaival és különböző tevékenységekben vesz részt, így horgászatban vagy bogárfogásban. A játékos különböző tevékenységekben való részvétellel vagy tárgyak eladásával harangokhoz juthat, melyekkel különböző bútorokat vagy ruhadarabokat vásárolhat, illetve visszafizetheti a háza felújítására felvett kölcsönt. A játék valós időben zajlik a Nintendo 3DS rendszer belső óráját használva, bizonyos szempontok, így a boltok nyitvatartási ideje, a vadállat és növény-fajták és a különleges események eltérhetnek a nap- és évszak függvényében.
Az Animal Crossing: New Leaf számos új funkciót vezetett be a sorozatba. A játékos szereplője ház helyett egy sátorban kezd el élni, amit előbb-utóbb rendes házra cserél, amit később tovább is bővít. A testreszabhatóság, a sorozat egyik jelentősebb eleme jelentős javulásokon esett át, főképpen a játékos szereplőjének kinézetének módosítása és az élettér berendezése. Ezúttal a pólója, cipője, fejfedője és kiegészítői mellett a játékos szereplőjének nadrágját is meg lehet változtatni; és a bútorokat a falakra is lehet helyezni. A korábban kizárólag a japán exkluzív Dóbucu no mori e+ GameCube-játékban szereplő funkciók, így a további részekből kihagyott padok vagy lámpaoszlopok is visszatértek. Egy másik újítás a falut körülölelő óceánban való úszás lehetősége. A játékosok a Nintendo Networkön keresztül meglátogathatják egymás faluját és felvehetik egymást barátnak, hogy üzeneteket tudjanak váltani egymással, illetve egyszerre legfeljebb négy játékos ellátogathat a trópusi Tortimer-szigetre, ahol medálok reményében különböző minijátékokban vehetnek részt. A New Leafben a játékosok bármikor készíthetnek fényképeket is, melyek a rendszer fénykétárába mentődnek el és meg lehet őket osztani Facebookon, Twitteren vagy Tumblrön.

## Fogadtatás
| Összegzőoldal | Értékelés |
| ------------- | --------- |
| Metacritic    | 88/100    |

| Szerző        | Értékelés |
| ------------- | --------- |
| Famicú        | 39/40     |
| GameSpot      | 8/10      |
| IGN           | 9,6/10    |
| Joystiq       | [ 14 ]    |
| Nintendo Life | 9/10      |
| Polygon       | 9/10      |

### A megjelenés előtt
A játék 2010-es Electronic Entertainment Expo sajtótájékoztatón való bejelentése után nagyon pozitív reakció érkezett a képi világával kapcsolatban. Patrick Klepek a G4TV-nek írt szócikkében leírtak szerint úgy érezte, hogy a játék világának a Nintendo 3DS sztereotípikus háromdimenziós effektjeit használva „valódi, kézzelfogható mélységet” kapott, míg Craig Harris IGN-szerkesztő „apró, de hasznosként” írta le azt. Harris és Tom McShea GameSpot-szerkesztő is dicsérte a játék környezetének és tárgyainak részletességét, hozzáfűzve, hogy az meghaladja a játék elődje, a Wii asztali konzolra megjelent Animal Crossing: Let’s Go to the Cityben látottakat.

### A megjelenés után
A játék megjelenésekor pozitív kritikai fogadtatásban részesült, a Metacritic kritikaösszegző weboldalon 88/100-as átlagpontszámon áll. A játék japán változata 39/40-es pontszámot kapott a Famicú japán szaklaptól és elnyerte a lap platinadíját, míg az angol verzió 8/10-es pontszámot kapott a GameSpot, illetve 9,6/10-es pontszámot az IGN weblapoktól.
Japánban a játék megjelenésének hetében több, mint 800 000 példány kelt el belőle, amiből 200 000 digitális letöltés volt.
Az Animal Crossing: New Leaf lett az első 3DS-játék Japánban, mely átlépte a 2 milliónyi eladott példányt, melyet mindössze két hónap alatt ért el. 2013 márciusáig 3,86 millió példány kelt el a játékból Japánban és Dél-Koreában. 2014 augusztusáig 1,36 millió példány kelt a játékból az Amerikai Egyesült Államokban.
A játékból 2020. szeptember 30-ig világszerte 12,82 millió példány kelt el, ezzel a sorozat második legkelendőbb játéka a New Horizons mögött.